# Human Sadness
Human Sadness — песня, написанная американской рок-группой The Voidz. Была выпущена 2 сентября 2014 года инди-лейблом Джулиана Касабланкас Cult Records как первый сингл дебютного альбома Tyranny. Песня длится почти одиннадцать минут.

## Происхождение и композиция
Предпосылкой песни стал сэмпл из Реквием ре минор Моцарта, который Алекс Карапетис представил вниманию Касабланкас, он и послужил отправной точкой. Начальные слова песни «Дай мне денег, и я сделаю то, что ты хочешь от меня» отсылают к темам жадности и коррупции альбома Tyranny (рус. Тирания), в то время как остальная часть песни исследует отношения Касабланкас с его отцом Джоном Касабланкас, который умер в 2013 году от рака.

## Отзывы критиков
Сингл «Human Sadness» был крайне позитивно принят критиками, некоторые описали его как «бесструктурного зверя, в котором есть все, от резкого шума и искаженного обработанного вокала до пафосных стадионных рок-соло и намеков на суровый нью-йоркский панк, из-за которого так известен Касабланкас.» Его также сравнивают с альбомом Суфьяна Стивенса The Age of Adz.

## Клип
Музыкальный клип на Human Sadness был выпущен 27 мая 2015 года. Видео сняли Уоррен Фу, Николай Гуссен и Wissa. Сюжет видео был придуман Джулианом, Уорреном и басистом Джейком Берковичи, он содержит несколько сюжетных линий о человеческом горе и страданиях, которые изображены каждым участником группы, в сочетании с кадрами выступления группы на фоне апокалипсиса на Земле. Видео было вдохновлено историей «группы, которая играла» на Титанике, когда корабль тонул. В финальных титрах представлено демо Human Sadness, которое Касабланкас сочинил для короткометражного фильма 2012 года «Невидимая красота», посвященного отчиму Касабланкас и художественному наставнику Сэму Адокей. На создание музыкального клипа ушло больше года.